# クイズアベニュー
『クイズアベニュー』は、NECアベニューが1991年にPCエンジンで発売したクイズゲーム。
PCエンジンで初めて発売されたクイズゲームであり、4000の問題を収録し最大5人までの対戦プレイを可能としている。

## 概要
ストーリーを追っていく1人プレイ用のクエストモードと最大5人までの対戦プレイが可能なパーティーモードの2つのモードを持つ。
クエストモードは全4ステージ。左下のスタート地点からシェムレス四天王が待ち受ける右上のゴール地点までマップのポイントを移動させていく。各ポイントに存在する敵とのクイズ合戦に勝利する事で次のポイントへ進むことができる。ルートポイントにより登場する敵は固定であり出題の傾向も敵ごとにある程度決まっているが、四天王戦のみクイズ戦の前にプレイヤーがジャンル選択可能となっている。

### ストーリー
剣と魔法とクイズの国「エルディシオン」は64年に1度開催されるクイズ大会「マスターオブエルディシオン」の勝者が国王となる特異な国家である。だが、エルディシオン征服を企む悪の民族「シェムレス」はマスターオブエルディシオンの出題者である王女クエスティーネを拉致してしまう。
エルディシオン国王は王女救出のため戦士を募ると1人の戦士が名乗り出る。戦士は国王にクイズ力を認められシェムレスを打倒し王女を救出するため旅立った。
旅を続けシェムレス四天王を打ち倒した戦士は王女の奪回救出に成功すると、続けてマスターオブエルディシオンに出場し優勝を遂げ王女と恋仲となり次期国王の座を得ることとなった。

## キャラクター
エデューシャ
シェムレス四天王の1人。ビキニ鎧を纏うクイズ戦士。1991年12月時点においてNECアベニューの女性キャラで最も胸が無いとメーカーコメントがなされている。
ズーボ
シェムレス四天王の1人。蒼い肌を持つ隻眼のクイズ戦士。
ジョルゴルディ
シェムレス四天王の1人。フード付きの衣をまとった魔導士風のクイズ戦士。
シェムレス
一族と同じ名を持つ悪の帝王。エルディシオン征服の野望に燃えるクイズ戦士。パーティーモードでは司会を務めている。
クエスティーネ
16歳になるエルディシオンの王女。マスターオブエルディシオンの出題者としてクエストモードの最終ボスを務める。パーティーモードではシェムレスと共に司会を務めている。

## 評価
『PC Engine FAN』の読者投票による「ゲーム通信簿」での評価は以下の通り、20.644点（満30点）となっている。
| 項目 | キャラクタ | 音楽  | お買得度 | 操作性 | 熱中度 | オリジナリティ | 総合   |
| 得点 | 3.523      | 3.046 | 3.476    | 3.336  | 3.411  | 3.850          | 20.644 |